# Stölpchensee

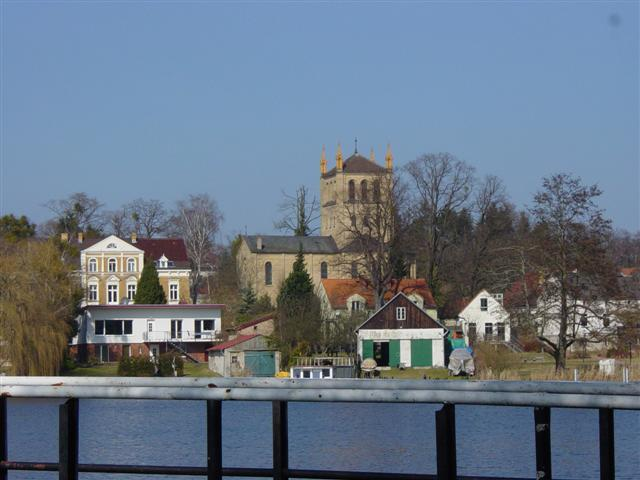
Blick auf die evangelische Kirche am Stölpchensee

Der Stölpchensee befindet sich im Süden des Berliner Bezirks Steglitz-Zehlendorf im Ortsteil Wannsee, zwischen dem Pohlesee im Osten, mit dem er durch einen knapp 300 Meter langen Kanal verbunden ist, und dem Griebnitzsee im Süden, mit dem er durch einen 600 Meter langen Kanal verbunden ist. Beide Kanalverbindungen werden – nicht amtlich – auch noch mit dem ehemaligen Namen des Kanals Prinz-Friedrich-Leopold-Kanal bezeichnet. Der Stölpchensee ist Bestandteil der Bundeswasserstraße Griebnitzkanal, die rechtlich zum Teltowkanal gehört. Zuständig ist das Wasserstraßen- und Schifffahrtsamt Spree-Havel. Das Wasser fließt vorwiegend vom Teltowkanal über den Stölpchensee in Richtung Großer Wannsee.
Im Osten begrenzt den See die Alsenbrücke. Auf der Nordseite, direkt an der Brücke, befand sich ein bekanntes Freibad samt Hotel, das im Zweiten Weltkrieg zerstört wurde. Stolpe, der einstige Siedlungsschwerpunkt in Wannsee, befindet sich gleich am nördlichen Ufer des Sees. Dort befindet sich heute der Wilhelmplatz sowie die evangelische Kirche von 1859.
Direkt am See liegen das Restaurant-Pavillon Stölpchensee und – südlich gelegen – der Söhnelhof mit Kanu- und Ruderboot-Verleih.

## Weblinks

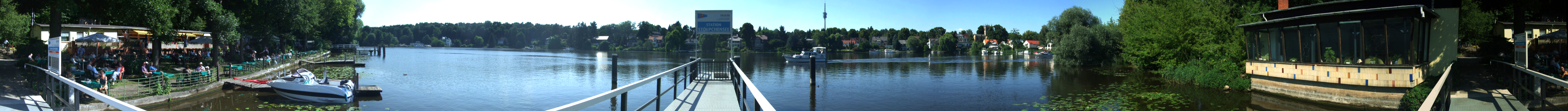
Stölpchensee-Panorama